# النجمة والحمران
قرية النجمة والحمران هي إحدى القرى التابعة لمركز أبو تشت في محافظة قنا في جمهورية مصر العربية. حسب إحصاءات سنة 2006، بلغ إجمالي السكان في النجمة والحمران 12281 نسمة، منهم 6128 رجل و6153 امرأة.